# Ariel Valenti
Ariel Antonio Valenti (Bell Ville, 6 de junio de 1968) es un exfutbolista argentino. Se desempeñaba como mediocampista y su debut fue vistiendo la camiseta de Rosario Central.

## Carrera
Su primer partido oficial con la casaca de Rosario Central sucedió el 23 de agosto de 1989, cuando su equipo igualó en cero como visitante de Argentinos Juniors, en cotejo correspondiente a la segunda fecha del Campeonato de Primera División 1989-90. El entrenador canalla Ángel Tulio Zof lo utilizó en otros ocho cotejos del certamen, siendo esta su única participación en el equipo mayor de los rosarinos.
Durante la década de 1990 jugó en Venezuela (Trujillanos Fútbol Club en 1992 y Unión Deportiva Lara en 1993) y en Chile (Deportes La Serena en 1994).

## Clubes
| Club                 | País      | Año       |
| -------------------- | --------- | --------- |
| Rosario Central      | Argentina | 1989-1990 |
| Trujillanos          | Venezuela | 1992      |
| Unión Deportiva Lara | Venezuela | 1993      |
| Deportes La Serena   | Chile     | 1994      |